# Bergwandelen

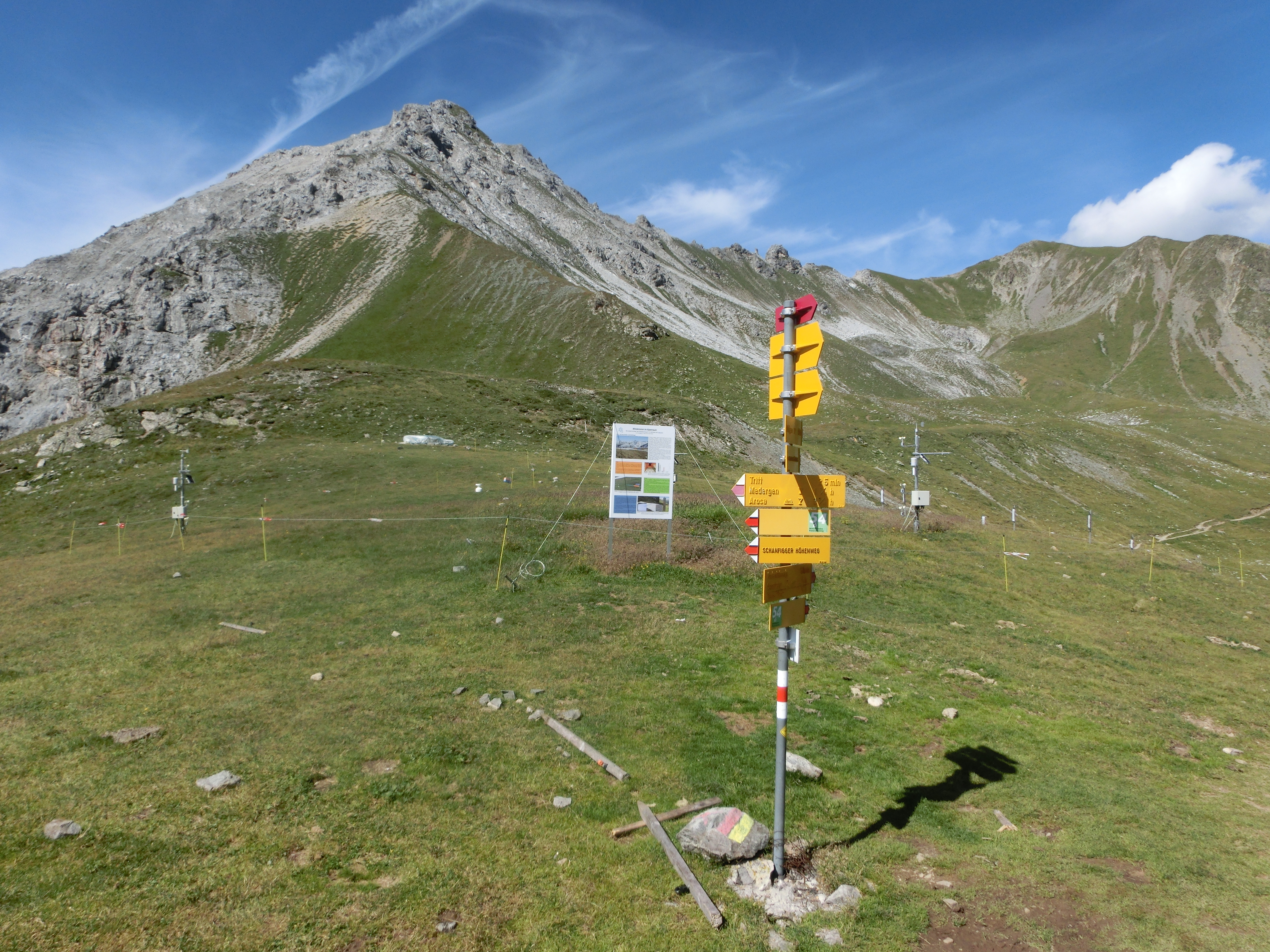
Wegwijzers voor bergwandelen in Zwitserland

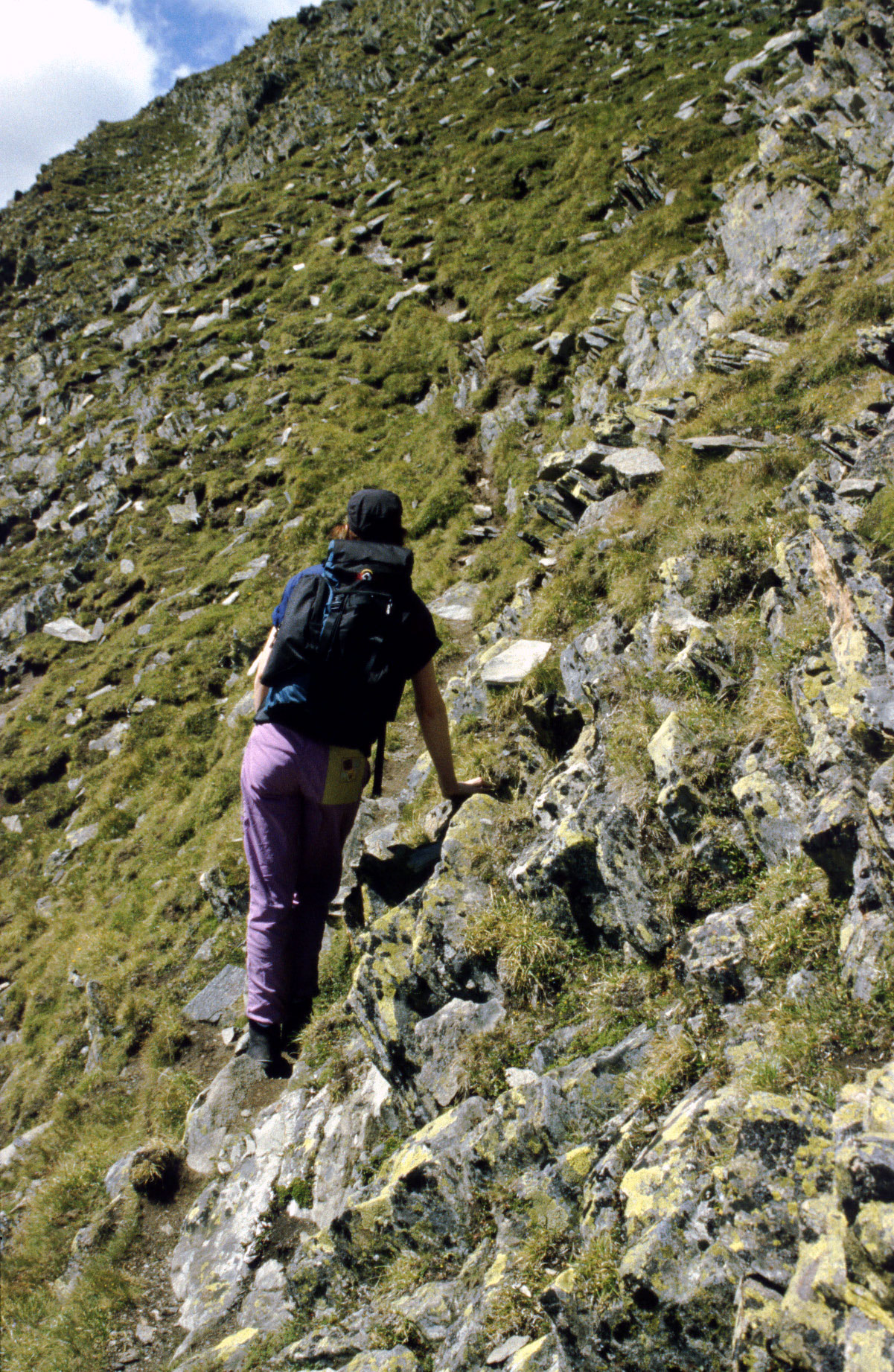
Pittige route over een bergrichel

Bergwandelen geschiedt doorgaans tot op een maximale hoogte van circa 3000 meter; daarboven in het hooggebergte, waar geen planten meer groeien, spreekt men eerder van bergklimmen, en zijn er omwille van de veiligheid speciale gereedschappen nodig. Geoefende bergwandelaars kunnen een hoogteverschil van 200 tot 400 meter per uur halen.
Voor het tempo maakt het  verschil wat men meedraagt: een knapzak met alleen wat kleding, drinken en picknickspullen is wat anders dan een bepakte rugzak met tent, keukenspullen, slaapzak en proviand voor een meerdaagse tocht.
Als vorm van lichaamsbeweging en als sportieve activiteit kan bergwandelen worden aangemerkt als een niet te onderschatten tot zelfs tamelijk zware belasting van de hart-long-conditie en de beenspieren, hetgeen meebrengt dat een goede conditie zowel een vereiste hiervoor is als een gevolg ervan kan zijn. Puur als sport bestaat tevens de discipline van het berglopen, dat wil zeggen hardlopen over paden in het gebergte.
De hoofdregel bij bergwandelen is: óf lopen, óf om je heen kijken, nooit tegelijkertijd!

## Berggebieden
In Europa vindt men de meest ongerepte natuur in de bergen, vooral in de gedeelten die natuurreservaat zijn. Daarom kun je er trektochten maken. Er zijn grote bergketens en kleinere bergmassieven te onderscheiden.

## Uitrusting en voorbereiding
Om veilig in de bergen te wandelen, is het raadzaam bovenal goed schoeisel te dragen. Ook is goede kleding noodzakelijk om te beschermen tegen slecht weer. Behalve gewone wandelkleding is een goed, liefst ademend regenpak en voldoende warme reservekleding vereist, ook wanneer men onder goede weersomstandigheden gaat lopen.
Het weer kan in het hooggebergte soms plotseling omslaan. De moeilijkheidsgraad en de mate van gevaar van de route kunnen hierdoor sterk toenemen. Een tocht die begint tijdens hitte en felle zon kan veranderen in een overlevingstocht met onweer en bliksem of sneeuwval, hagel en hevige regen. Routes kunnen onvindbaar zijn of blijken te veranderen in waterstromen (zie onder Gevaren). Wie in de zomervakantie aan bergwandelen wil doen, doet er verstandig aan tijdens de rest van het jaar de conditie te trainen met lange wandelingen, fietsen, cardiotraining, hardlopen e.d.
Veel bergwandelaars gebruiken 1 of 2 bergwandelstokken, die het wandelen lichter en veiliger maken, met name tijdens de afdalingen.
Een gedetailleerde wandelkaart, een kompas en een hoogtemeter helpen de bergwandelaar het verdere verloop van de geplande wandeling goed in te schatten. In plaats daarvan kan een gps-ontvanger worden gebruikt. Een verrekijker wordt regelmatig aan de uitrusting toegevoegd.
Het is raadzaam vroeg in de morgen te beginnen aan de bergwandeling, liefst als het net daglicht is en de omstandigheden goed zijn. Zo is de route die men wil afleggen meestal haalbaar met een veiligheidsmarge voor onvoorziene omstandigheden (bijvoorbeeld verdwalen) voordat het donker wordt. Een zorgvuldige routeplanning en voldoende proviand zijn eveneens een aanbeveling. Vaak liggen in toeristische gebieden berghutten/refuges waar uitgerust en gegeten kan worden. Ook kan bij sommige hutten overnacht worden; reserveren is geen overbodige luxe. In natuurreservaten zijn de berghutten/refuges meestal de enige plaatsen waar overnacht mag worden: vrij kamperen is daar niet toegestaan.

## Gevaren
Naast de gevaren die een onvoldoende goede uitrusting met zich meebrengt, is het van belang, het weerbericht te kennen en de weersontwikkelingen in de gaten te houden. In de bergen kunnen zich snel wolken ontwikkelen die de argeloze wandelaar verrassen.
Bij twijfel is het zinvol de lokale bevolking te raadplegen of het geschikt weer is om een bergwandeling te maken. Dit vanwege ervaring over de omstandigheden op het moment zelf, en hoe (snel) die kunnen veranderen. Hetzelfde geldt voor het doorgeven bij de overnachtingsplaats van de route die men gaat wandelen, en hoe laat men ongeveer weer terug denkt te zijn. Dit om hulpdiensten bij nood in te schakelen.

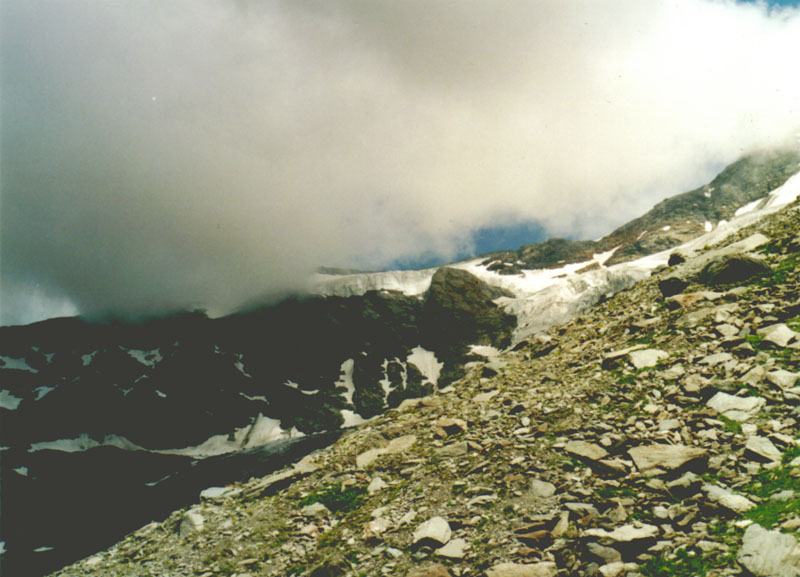
Plotselinge wolkenontwikkeling in het hooggebergte

## Moeilijkheidsgraad
Op bergkaarten worden de verschillende routes vaak aangegeven met verschillende moeilijkheidsgradaties. Meestal worden deze aangegeven met:
- Blauwe routes; makkelijke routes, niet zwaar, niet gevaarlijk.
- Rode routes; middelzware routes, grotere hoogteverschillen, lichte klimervaring nodig.
- Zwarte routes; deze routes zijn voor geoefenden, soms klimmateriaal nodig, gevaarlijk (soms via ferrata of oversteek over gletsjers).

Als men last heeft van hoogtevrees is het af te raden om een rode of zwarte route te lopen, dit bemoeilijkt de tocht zowel mentaal als fysiek.
Er zijn uitzonderingen hierop. Vaak zijn dit variaties op routes, bijvoorbeeld blauw/rode routes, maar ook routes met verplichte klimuitrusting, met een waarschuwing en het alarmnummer aangegeven. Variaties per klimgebied zijn mogelijk.

### Classificatie moeilijkheidsgraden
Behalve bovenstaande eenvoudige driedeling zijn er ook veel gedetailleerder classificaties voor bergwandelen en bergbeklimmen in omloop. De systemen en categorieën kunnen verschillen per land of per beoordelende (bergsport)organisatie.
Bijvoorbeeld de Schweizer Alpen-Club (SAC) hanteert de volgende indeling voor bergwandelen:
| Niveau                           | Pad/terrein | Vereisten |
| -------------------------------- | --- | --- |
| T1 Wandelingen                   | De paden zijn goed geplaveid en vlak of licht hellend. Er is geen gevaar voor naar beneden vallen. | Geen. Gymschoenen zijn ook mogelijk. De oriëntatie is probleemloos, meestal is geen kaart nodig.                                                                                                |
| T2 Bergwandelingen               | Doorlopende paden voeren deels door steil terrein. Gevaar voor naar beneden vallen is niet uitgesloten. Indien gemarkeerde route: wit-rood-wit. | Enige tredzekerheid en een elementair oriëntatievermogen zijn vereist. |
| T3 Uitdagende bergwandelingen    | Paden zijn niet altijd overal zichtbaar. Slecht begaanbare delen van de route kunnen worden beveiligd met touwen of kettingen. Eventueel zijn handen nodig voor het evenwicht. Indien gemarkeerde route: wit-rood-wit. Deels slecht begaanbare delen met valrisico, puinhellingen, padloze rotsige bodem.           | Goede tredzekerheid. Goede wandelschoenen. Gemiddeld oriëntatievermogen. Elementaire alpine ervaring.                                                                                           |
| T4 Alpine wandelingen            | Paden zijn niet met zekerheid beschikbaar. Op bepaalde plaatsen moeten de handen gebruikt worden om verder te komen. Indien gemarkeerde route: wit-blauw-wit. Terrein al behoorlijk slecht begaanbaar. Lastige grashellingen, rotsrichels, eenvoudige firnvelden (verijsde sneeuw) en sneeuwvrije gletsjerpassages. | Bekendheid met onzeker terrein. Stevige wandelschoenen. Goede terreinbeoordeling en goed oriëntatievermogen. Alpine ervaring. Bij een plotselinge weersomslag kan een terugtocht moeilijk zijn. |
| T5 Uitdagende alpine wandelingen | Vaak zonder paden. Enkele eenvoudige klimgedeelten. Indien gemarkeerde route: wit-blauw-wit. Slecht begaanbaar, veeleisend terrein, steile rotsachtige grond. Gletsjers en sneeuwvelden met gevaar voor uitglijden.                                                                                                 | Bergschoenen. Goede terreinbeoordeling en zeer goed oriëntatievermogen. Goede alpine ervaring en ervaring in hoog alpine terrein. Basiskennis in het omgaan met pickel en touw.                 |
| T6 Moeilijke alpine wandelingen  | Meestal padloos. Klimgedeelten tot moeilijkheidsgraad ΙΙ. Aanwezige paden meestal niet gemarkeerd. Vaak erg slecht begaanbare route. Hachelijke rotsrichels. Gletsjers met een verhoogd risico op uitglijden. | Uitstekend oriëntatievermogen. Geavanceerde alpine ervaring en vertrouwdheid met alpine technische hulpmiddelen (zie klimmateriaal).                                                            |

### Opmerkingen bij moeilijkheidsgraden
De scheidslijnen van deze categorieën zijn niet spijkervast. Bij mistig weer of bij regen kan bijvoorbeeld een gewone bergwandeling (T2) veranderen in een uitdagende bergwandeling (T3). Ook lokale omstandigheden kunnen een aanzienlijke opschuiving betekenen, bijvoorbeeld: dooi laat in het jaar, een verdwenen loopplank-bruggetje of een steenstorting die het pad onbegaanbaar heeft gemaakt. Dan kan er een omleiding zijn gemaakt (eventueel: moeilijker of langer), of moet men zelf uitvinden hoe de hindernis genomen kan worden. Ook is er een overgangsgebied tussen waar bergwandelen ophoudt en waar bergbeklimmen begint (met eigen moeilijkheidsgraden), zoals blijkt uit T6. 